# U.S. Highway 163
Der U.S. Highway 163 (kurz: US 163) ist ein United States Highway in den Vereinigten Staaten mit einer Länge von 103 km.
Er verläuft in Nord-Süd-Richtung mit den Endpunkten Bluff im Norden und Kayenta im Süden. Die Straße durchquert die Bundesstaaten Arizona und Utah auf dem Colorado-Plateau mit seinen bekannten Erosionsformen in rotem Sandstein. Ein 77 km langer Abschnitt, der wegen seiner spektakulären Landschaft auch als National Scenic Byway ausgezeichnet ist, verläuft durch die Navajo Nation. Dazu gehört der Abschnitt entlang des Monument Valley, der oft in bekannten Filmen gezeigt wurde, oder auch unmittelbar nördlich von Kayenta der Ausblick auf den Vulkanschlot Agathla Peak und einige andere Erscheinungsformen des Navajo Volcanic Fields.
Entgegen dem üblichen System der Nummernvergabe des AASHTO, wonach der US 163 eigentlich ein Zubringer beziehungsweise eine Umgehungsroute des U.S. Highways 63 sein müsste, gibt es zwischen ihnen keine Beziehung.

## Geschichte
Zwischen den Jahren 1962 und 1971 trug die Straße die Bezeichnung Arizona State Route 464 und wurde 1971 zum U.S. Highway heraufgestuft.

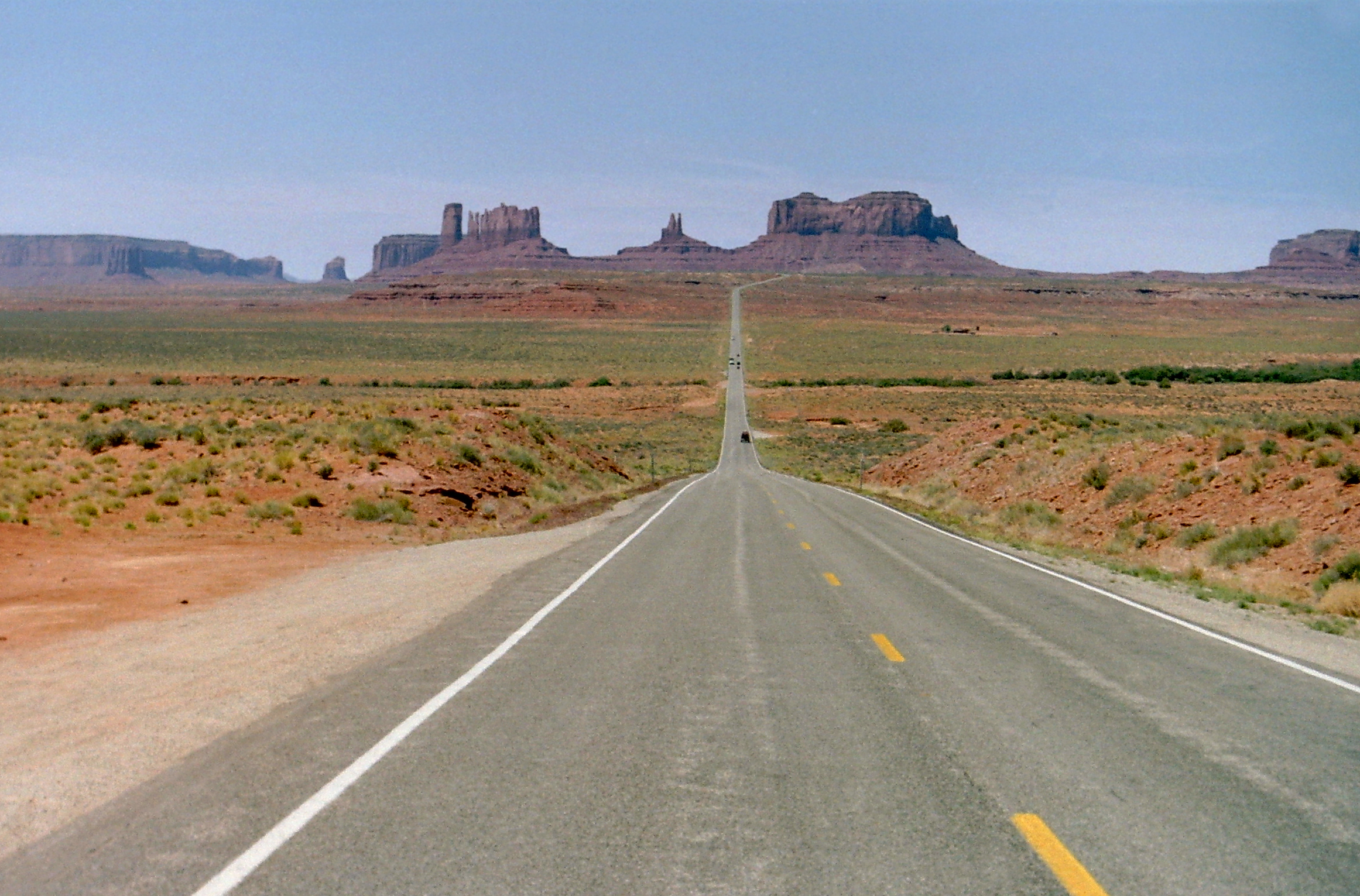
US 163: Navajoland
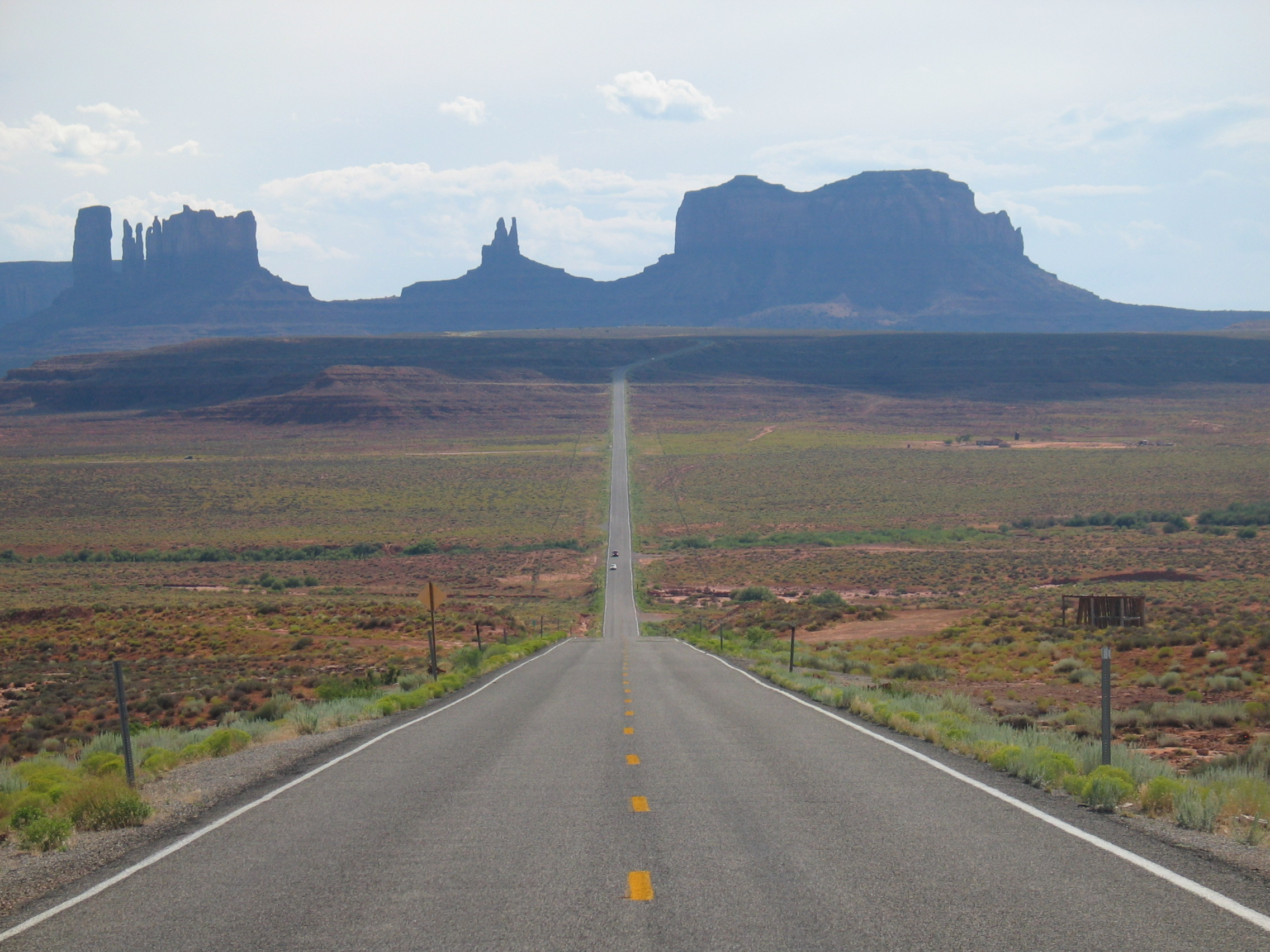
U.S. Highway 163, „Forrest Gump Point“
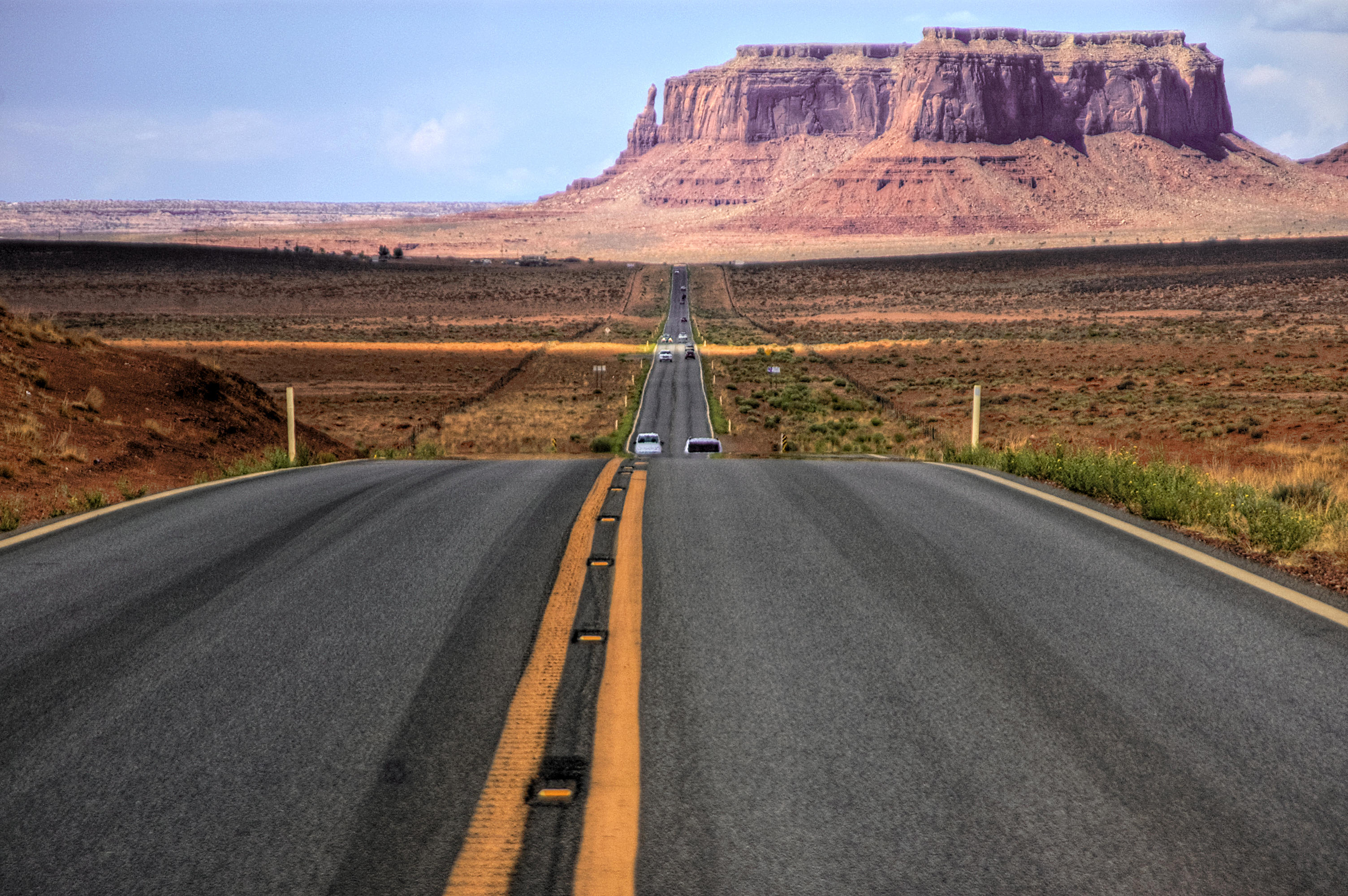
US 163: Monument Valley
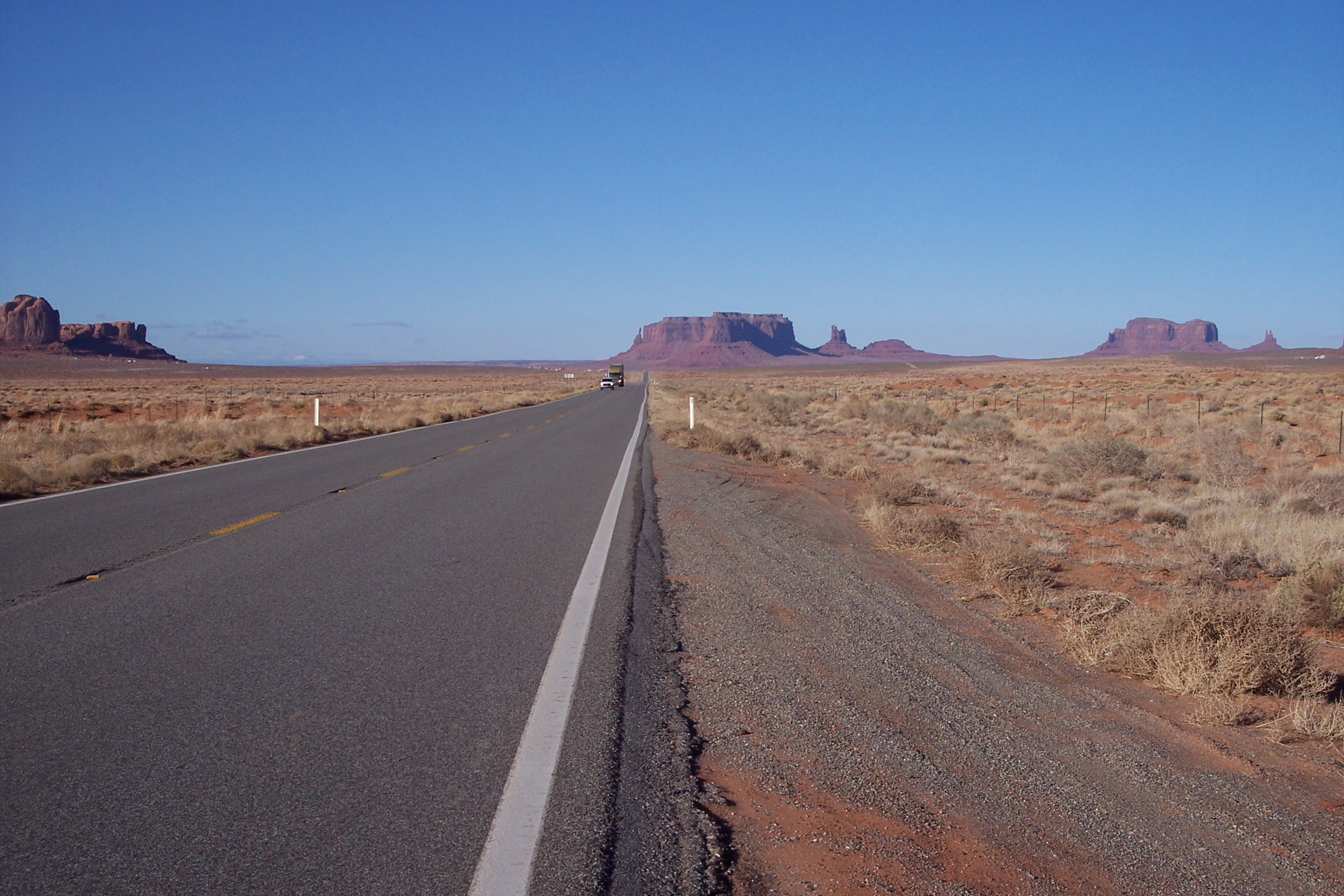
Monument Valley